# Tenagomysis novaezealandiae
Tenagomysis novaezealandiae is een aasgarnalensoort uit de familie van de Mysidae. De wetenschappelijke naam van de soort is voor het eerst geldig gepubliceerd in 1900 door Thomson.